# Maxillaria muscicola
Maxillaria muscicola är en orkidéart som beskrevs av Heinrich Gustav Reichenbach. Maxillaria muscicola ingår i släktet Maxillaria och familjen orkidéer. Inga underarter finns listade i Catalogue of Life.